# Synegia incepta
Synegia incepta är en fjärilsart som beskrevs av W. Warren 1907. Synegia incepta ingår i släktet Synegia och familjen mätare. Inga underarter finns listade i Catalogue of Life.